# Раціоналізм (архітектура)
Раціоналізм — архітектурна течія, що в основному розвивалась в Італії в 1920-х і 1930-х. Вітрувій в своїй De architectura стверджував, що архітектура — це наука, яку можна розуміти раціонально. Це формулювання було розвинуто в архітектурних трактатах Ренесансу.
Термін раціоналізм часто означає ширший інтернаціональний стиль. У 1950-х роках в Італії дослідження раціоналізму та методології науки були розроблені у двадцятому столітті, зокрема Гуалтьєро Галманіні, який залишив слід, якому згодом наслідували багато, вплинувши на архітекторів свого часу.